# Передача данных
Передача данных (обмен данными, цифровая передача, цифровая связь) — физический перенос данных (цифрового битового потока) в виде сигналов от точки к точке или от точки к нескольким точкам средствами электросвязи по каналу передачи данных, как правило, для последующей обработки средствами вычислительной техники. Примерами подобных каналов могут служить медные провода, ВОЛС, беспроводные каналы передачи данных или запоминающее устройство.
Хотя аналоговая связь является передачей постоянно меняющегося цифрового сигнала, цифровая связь является непрерывной передачей сообщений. Сообщения представляют собой либо последовательность импульсов, означающую линейный код (в полосе пропускания), либо ограничивается набором непрерывно меняющейся формы волны, используя метод цифровой модуляции. Такой способ модуляции и соответствующая ему демодуляция осуществляются модемным оборудованием.
Передаваемые данные могут быть цифровыми сообщениями, идущими из источника данных, например, из компьютера или от клавиатуры. Это может быть и аналоговый сигнал — телефонный звонок или видеосигнал, оцифрованный в битовый поток, используя импульсно-кодирующую модуляцию (PCM) или более расширенные схемы кодирования источника (аналого-цифровое преобразование и сжатие данных). Кодирование источника и декодирование осуществляется кодеком или кодирующим оборудованием.

## Последовательная и параллельная передача
В телекоммуникации, последовательная передача — это последовательность передачи элементов сигнала, представляющих символ или другой объект данных. Цифровая последовательная передача — это последовательная отправка битов по одному проводу, частоте или оптическому пути. Так как это требует меньшей обработки сигнала и меньше вероятность ошибки, чем при параллельной передаче, то скорость передачи данных по каждому отдельному пути может быть быстрее. Этот механизм может использоваться на более дальних расстояниях, потому что легко может быть передана контрольная цифра или бит чётности.
Параллельной передачей в телекоммуникациях называется одновременная передача элементов сигнала одного символа или другого объекта данных. В цифровой связи параллельной передачей называется одновременная передача соответствующих элементов сигнала по двум или большему числу путей. Используя множество электрических проводов можно передавать несколько бит одновременно, что позволяет достичь более высоких скоростей передачи, чем при последовательной передаче. Этот метод применяется внутри компьютера, например, во внутренних шинах данных, а иногда и во внешних устройствах, таких, как принтеры. Основной проблемой при этом является «перекос», потому что провода при параллельной передаче имеют немного разные свойства (не специально), поэтому некоторые биты могут прибыть раньше других, что может повредить сообщение. Бит чётности может способствовать сокращению ошибок. Тем не менее электрический провод при параллельной передаче данных менее надёжен на больших расстояниях, поскольку передача нарушается с гораздо более высокой вероятностью.

## Типы каналов связи
- Симплекс
- Полудуплекс
- Дуплекс
- Точка-точка
- Многоточечная:
  - Шина
  - Кольцо
  - Звезда
  - Ячеистая топология
  - Беспроводная сеть

## Сеть передачи данных
Сеть передачи данных — совокупность трёх и более оконечных устройств (терминалов) связи, объединённых каналами передачи данных и коммутирующими устройствами (узлами сети), обеспечивающими обмен сообщениями между всеми оконечными устройствами.
Существуют следующие виды сетей передачи данных:
- Телефонные сети — сети, в которых оконечными устройствами являются простые преобразователи сигнала между электрическим и видимым/слышимым.
- Компьютерные сети — сети, конечными устройствами которых являются компьютеры.

По принципу коммутации сети делятся на:
- Сети с коммутацией каналов — для передачи между оконечными устройствами выделяется физический или логический канал, по которому возможна непрерывная передача информации. Сетью с коммутацией каналов является, например, телефонная сеть. В таких сетях возможно использование узлов весьма простой организации, вплоть до ручной коммутации, однако недостатком такой организации является неэффективное использование каналов связи, если поток информации непостоянный и малопредсказуемый.
- Сети с коммутацией пакетов — данные между конечными устройствами в такой сети передаются короткими посылками — пакетами, которые коммутируются независимо. По такой схеме построено подавляющее большинство компьютерных сетей. Этот тип организации весьма эффективно использует каналы передачи данных, но требует более сложного оборудования узлов, что и определило использование почти исключительно в компьютерной среде.

Сети передачи данных широко используются во всем мире для связи между отдельными лицами и организациями. Сети передачи данных могут быть подключены, чтобы обеспечить пользователям беспрепятственный доступ к ресурсам, размещенным за пределами конкретного провайдера, к которому они подключены. Интернет является лучшим примером множества сетей передачи данных из разных организаций, работающих в одном адресном пространстве.
Терминалы, подключенные к IP — сетям, таким как интернет, адресуются с использованием IP-адресов. Протоколы Интернета (протокол Suite) обеспечивают управление и маршрутизацию сообщений через IP-сети передачи данных. Существует множество различных сетевых структур, через которые IP-адрес может быть использован для эффективной маршрутизации сообщений, например:
- Глобальная вычислительная сеть (ГВС)
- Городская вычислительная сеть (MAN)
- Локальная вычислительная сеть (ЛВС)
- Кампусная вычислительная сеть (CAN)
- Виртуальная частная сеть (VPN)

## Искажение данных при передаче
Переданные и полученные данные не всегда совпадают и это связано с проблемами передачи. При передаче данных информация может подвергаться некоторым изменениям, что связано со следующими искажениями:

### Потеря данных
Сюда относится затухание, ослабление, глушение сигнала, из-за дальности передачи, экранизирующих факторов некоторых преград, и т. д. Для борьбы используется помехоустойчивое кодирование.

### Забивание с помехами (шумом)
Случайное сочетание полезного сигнала с ненужными тоже искажает содержание переданных сигналов. То есть прибавляется к сигналу ненужные, лишние данные. Для коррекции в радиотехнике, звукотехнике и т. д. применяются Шумопонижающие методы.